# 長谷川恒平
長谷川 恒平（はせがわ こうへい、1984年11月22日 - ）は、日本のレスリング選手。静岡県出身。福一漁業所属。静岡県立焼津中央高等学校、青山学院大学、日本体育大学大学院修了。

## 経歴
2005年、2006年全日本学生選手権グレコローマン55kg級で2連覇。
2006年世界学生選手権で銅メダルを獲得。
2007年は全日本社会人選手権、天皇杯全日本選手権で優勝。
2008年はアジア選手権で銅メダル獲得も、北京五輪は最終予選で敗れ出場はならなかった。
2009年アジア選手権で金メダル獲得。
2010年アジア競技大会でも当時世界選手権5連覇中だったハミド・スーリヤンを破り、金メダル獲得。
2011年9月、世界選手権に出場したが敗者復活2回戦で敗退。12月、全日本選手権で5連覇を達成。
2012年3月、カザフスタンのアスタナで開催されたロンドン五輪アジア予選で優勝し、出場権を獲得。
2012年8月、ロンドンオリンピックでは3回戦で敗退した。
2014年度から母校である青山学院大学で職員として勤務しながら、レスリング部の指導者と共に選手としても競技を継続する。